# 射水市立大島小学校
射水市立大島小学校 （いみずしりつ おおしましょうがっこう）は富山県射水市にある公立小学校。

## 沿革
- 1873年11月 - 小島村の個人宅を借用して知新小学校が創立[2]。
- 1890年 - 新開発、小島、若杉に大島村（当時）立の簡易小学校を設ける[2]。
- 1898年 - 若杉分校を統合した小島小学校が新築される（初の独立校舎）[2]。
- 1900年 - 新開発小学校竣工[2]。
- 1907年11月 - 失火の為小島小学校が全焼[2]。
- 1911年 - 小島小学校校舎が再建される[2]。
- 1914年3月31日 - 小島小学校および新開発小学校を廃止し、大島尋常小学校が開校[3]。新開発小学校は新開発分教場となった[2]。
- 1917年 - 大島尋常小学校の校舎新築。これに伴い新開発分教場が廃止される[2]。
- 1941年 - 大島村国民学校と改称[2]。
- 1947年 - 大島小学校と改称。
- 1955年8月18日 - 富山県内で初めての鉄筋コンクリート造りの小学校校舎が竣工[4]。総建築費  52,536,460円[5]。
- 1960年3月 - 体育館が完成[2]。
- 1961年
  - 7月 - 小学校プール完成。工事費4,396,000円[5]
  - 8月 - 運動場が完成[2]。
- 1977年3月 - 児童数の増加に対応するためのグラウンド側校舎の改築工事完成[5][2]。
- 1983年4月 - 校舎の増築工事完成[2]。
- 1990年3月17日 - 「希望の像」がPTAより寄付[5]。
- 1994年 - おおしまゆとりパーク横に相撲場を造成[2]。
- 1997年3月5日 - 鉄骨鉄筋コンクリート2階一部3階建てマルチホール付きの体育館（延床面積2,600m2）が完成[6]。
- 2008年 - 小学校改修の基本設計に着手[7]。
- 2011年 - 改修工事開始[8]。
- 2013年4月 - 北棟校舎を新築し、使用開始[8]。
- 2014年3月 - 西棟、南棟完成[5]。
- 2014年3月9日 - 桜を植樹[5]。
- 2014年 - プール工事[5]
- 2017年11月30日 - グラウンドの改修工事完了を以て、小学校整備事業が完了[7]。

## 周辺
- 富山県道44号富山高岡線

## 通学区域
今開発、本開発、新開発、赤井、鳥取、南高木、北高木、小林、八塚、小島、中野、若杉、大島北野、北野、二口1553番地・1587番地～1600番地・1602番地～1607番地・1621番地・1631番地～1633番地・1635番地

## 進学先
- 射水市立大門中学校